# حلقه خلاف‌کاران (فیلم ۱۹۳۲)
حلقه خلاف‌کاران (انگلیسی: The Crooked Circle) یک فیلم به کارگردانی اچ. بروس هامبرستون است که در سال ۱۹۳۲ منتشر شد.

## بازیگران
- زیسو پیتس
- جیمز گلیسون
- بن لیون
- ریموند هاتون
- فرانک رایشر
- کریستین راب
- پل پانزر
- اتل کلیتون